# Stromatium alienum
Stromatium alienum är en skalbaggsart som beskrevs av Francis Polkinghorne Pascoe 1857. Stromatium alienum ingår i släktet Stromatium och familjen långhorningar. Inga underarter finns listade i Catalogue of Life.